# Sportpark Nord (Ahlen)
Der Sportpark Nord ist ein Sportgelände in Ahlen im westfälischen Münsterland im Kreis Warendorf in Nordrhein-Westfalen.
Das Stadion ist Austragungsort zahlreicher nationaler, überregionaler und lokaler Meisterschaften und Wettkämpfe. Mit seinen vielen Nebenplätzen und Anlagen ist es eine auf Mehrkampfmeisterschaften der Leichtathletik spezialisierte Sportanlage.

## Historie
Mitte der 1970er Jahre fasste die Stadt Ahlen den Beschluss, im Ahlener Norden rund um den Theresienhof unter Einbeziehung des alten Westfalia-Stadions ein Sportzentrum zu errichten.
Bereits 1981 war ein Teilabschnitt des Sportparks nutzbar: der Aschenplatz an der Don-Bosco-Grundschule mit einer 120 Meter langen Kunststoffbahn nebst Kunststoff-Kleinspielfeld und die Weitsprunganlagen. Das Stadion mit Rundbahnen und Nebenplätzen wie dem Werferfeld wurde zu Beginn 1982 fertiggestellt. Die Eröffnung fand am Mittwoch, dem 6. Juli 1983, mit einem Freundschaftsspiel zwischen dem Bundesligisten Bayer Leverkusen und einer Stadtauswahl statt.
Neben Vereinssportfesten wie Mammutiade, Jedermannzehnkampf, Kreis- und Landesmeisterschaften sowie Kreis- und Landesschulsportfesten werden regelmäßig auch Deutsche Leichtathletik-Meisterschaften beheimatet.
Seit 1982 finden in regelmäßigen Abständen deutsche Leichtathletik-Meisterschaften statt, 1986 und 1989 gar zwei Meisterschaften in einem Jahr.
Im September 2005 ging Ahlen in die Geschichte des Deutschen Leichtathletik-Verbandes (DLV) ein, da zum zwanzigsten Mal eine Meisterschaft des DLV ausgerichtet wurde, was bis dato keine Stadt von sich behaupten konnte. Die 25sten Meisterschaften wurden im Juni 2011 erreicht.

## Sportstätten
Die vielen Sportanlagen bieten zahlreichen Sportarten und Vereinen Raum.

### Stadion
Das Stadion verfügt über acht Rund- und acht Sprintbahnen und ist somit eine Wettkampfstätte „Typ A“ mit einer Tribüne, die überdachte Sitzplätze bietet. Platz ist für 10.000 Zuschauer vorhanden. 2007 wurde die Kunststoffbahn erneuert. Nachdem 2011 schon die Trinkwasserleitungen und die Sanitäranlagen der Frauen komplett erneuert wurden, sanierte man 2012 das Tribünendach, die weiteren Sanitäreinrichtungen als auch die Schießanlage in den Katakomben, die von Bogenschützen sowie Vorhelmer und Ahlener Sportschützen genutzt wurde.

### Nebenanlagen
Das Werferfeld bietet unter anderem Platz für vier Kugelstoßanlagen, einen Speerwurfsektor sowie einen Diskus- und Hammerwurf-Ring. Weitere Wurfringe, Weitsprunganlagen und Sprintbahnen gab es auf den übrigen Nebenplätzen wie dem Duisburgplatz, der Theresienwiese und dem nach der Grundschule benannten Don-Bosco-Aschenplatz mit einer 120 Meter langen Kunststoffbahn nebst Kunststoff-Kleinspielfeld. Der Don-Bosco-Platz und die dortigen Leichtathletikanlagen wurden 2024 abgerissen. 
Sportplatz 2 wurde 2010 mit Kunstrasen und neuer Drainage versehen, um die Nutzungsmöglichkeiten im Winter zu erhöhen. Der Platz besitzt eine Kapazität von 1.000 Plätzen.